# Melanocyt-stimulerend hormoon
De melanocyt-stimulerende hormonen (afgekort MSH, ook wel melanotropine) zijn een groep van peptidehormonen die door de hypofysevoorkwab worden geproduceerd tezamen met ACTH. Daartoe wordt een groter molecuul, het pro-opiomelanocortine (POMC), in de hypofyse gesplitst in corticotropine (ACTH) en melanocyt-stimulerend hormoon (MSH).

## Functie
Het melanocyt-stimulerend hormoon stimuleert de productie (melanogenese) en afgifte van melanine door de melanocyten in de huid en het haar en is een pigment dat de kleur van de huid bepaalt. MSH wordt ook gemaakt door een groep neuronen in de nucleus arcuatus van de hypothalamus. MSH wordt door deze neuronen in de hersenen afgegeven en heeft effecten op de eetlust en seksuele opwinding
Tijdens de zwangerschap wordt meer MSH aangemaakt. Samen met een verhoogde oestrogeenspiegel zorgt MSH voor een vergrote pigmentatie bij zwangere vrouwen en dus een verkleuring van de huid. Bij patiënten met primaire bijnierinsufficiëntie (bijvoorbeeld ziekte van Addison) zorgen grote hoeveelheden corticotropine voor een verhoogde MSH-productie, die een abnormale donkere verkleuring van de huid veroorzaakt.

## Structuur
Melanocyt-stimulerend hormoon behoort tot de melanocortinegroep. Tot deze groep behoren corticotropine, α-MSH, β-MSH en γ-MSH. Al deze eiwitten zijn ontstaan uit het enzymatisch opknippen van een groter precusoreiwit: pro-opiomelanocortine. Bij pigmentatie is α-MSH de belangrijkste melanocortine.
De verschillende melanocyt-stimulerend hormonen hebben de volgende aminozuurvolgorde:
| α-MSH:          | Ac-Ser-Tyr-Ser-Met-Glu-His-Phe-Arg-Trp-Gly-Lys-Pro-Val-NH2                              |
| β-MSH (mens):   | Ala-Glu-Lys-Lys-Asp-Glu-Gly-Pro-Tyr-Arg-Met-Glu-His-Phe-Arg-Trp-Gly-Ser-Pro-Pro-Lys-Asp |
| β-MSH (varken): | Asp-Glu-Gly-Pro-Tyr-Lys-Met-Glu-His-Phe-Arg-Trp-Gly-Ser-Pro-Pro-Lys-Asp                 |
| γ-MSH:          | Tyr-Val-Met-Gly-His-Phe-Arg-Trp-Asp-Arg-Phe-Gly                                         |